# Joseph Georg Egger
Joseph Georg Egger  (* 24. Dezember 1824 in Kelheim; † 22. März 1913 in München) war ein deutscher Geologe, Mikropaläontologe und Arzt.

## Leben
Egger war der Sohn eines Apothekers und studierte ab 1842 Medizin und Naturwissenschaften in München, Wien und Prag. 1849 wurde er niedergelassener Arzt in Ortenburg und 1859 in Passau, wo er 1871 Bezirksarzt wurde. 1881 wurde er Regierungsrat und Kreismedizinalrat in Bayreuth und 1886 in Landshut. Zuletzt war er Obermedizinalrat. Als Pensionär lebte er ab 1896 in München. Seit 1843 war er Mitglied des Corps Bavaria München.
Neben seiner Arbeit als Arzt, wo er unter anderem durch statistische Untersuchungen hervortrat, befasste er sich mit Paläontologie und speziell Mikropaläontologie (Foraminiferen, Ostrakoden, Diatomeen). Begonnen hatte er damit in seiner Zeit in Ortenburg im Miozän der Umgebung. Er stand mit Paläontologen wie Carl Wilhelm von Gümbel (für den er Foraminiferen aus Proben vom Meeresgrund der Schiffsexpeditionen der Gazelle von 1874 bis 1876 untersuchte) und Karl Alfred von Zittel in Kontakt.
1858 bis 1868 gab er die Jahreshefte des Naturhistorischen Vereins in Passau heraus, dessen Vorsitzender er 1871 bis 1881 war. Er war Ehrenvorsitzender des Passauer Ärztevereins.
1897 wurde er Mitglied der Leopoldina. 1881 wurde er Ehrenbürger von Passau.

## Schriften
- Die Foraminiferen der Miocän-Schichten bei Ortenburg in Nieder-Bayern,  Neues Jahrbuch für Mineralogie, Paläontologie und Geologie, 1857, S. 266–311
- Die Ostracoden der Miocänschichten bei Ortenburg, Neues Jahrbuch für Mineralogie, Paläontologie und Geologie 1858, S. 403–443
- Foraminiferen und Ostracoden aus den Kreidemergeln der Ostbayerischen Alpen, Abhandlungen der mathematisch-physikalischen Classe der königlich bayerischen Akademie der Wissenschaften, Band 21, 1899, S. 1–230